# Devitar
Devitar (nep. देवीटार) – gaun wikas samiti w środkowej części Nepalu w strefie Bagmati w dystrykcie Kavrepalanchok. Według nepalskiego spisu powszechnego z 2001 roku liczył on 443 gospodarstw domowych i 2614 mieszkańców (1342 kobiet i 1272 mężczyzn).